# 1910年臺灣
|        | 臺灣歷史 \| 台灣歷史年表 |
| 世纪： | 19世纪臺灣 \| 20世纪臺灣 \| 21世纪臺灣 |
| 年代： | 1880年代臺灣 \| 1890年代臺灣 \| 1900年代臺灣 \| 1910年代臺灣 \| 1920年代臺灣 \| 1930年代臺灣 \| 1940年代臺灣                                           |
| 年份： | 1905年臺灣 \| 1906年臺灣 \| 1907年臺灣 \| 1908年臺灣 \| 1909年臺灣 \| 1910年臺灣 \| 1911年臺灣 \| 1912年臺灣 \| 1913年臺灣 \| 1914年臺灣 \| 1915年臺灣 |
| 纪年： | 庚戌年（狗年）、日本明治43年 |

1910年臺灣。

## 政府

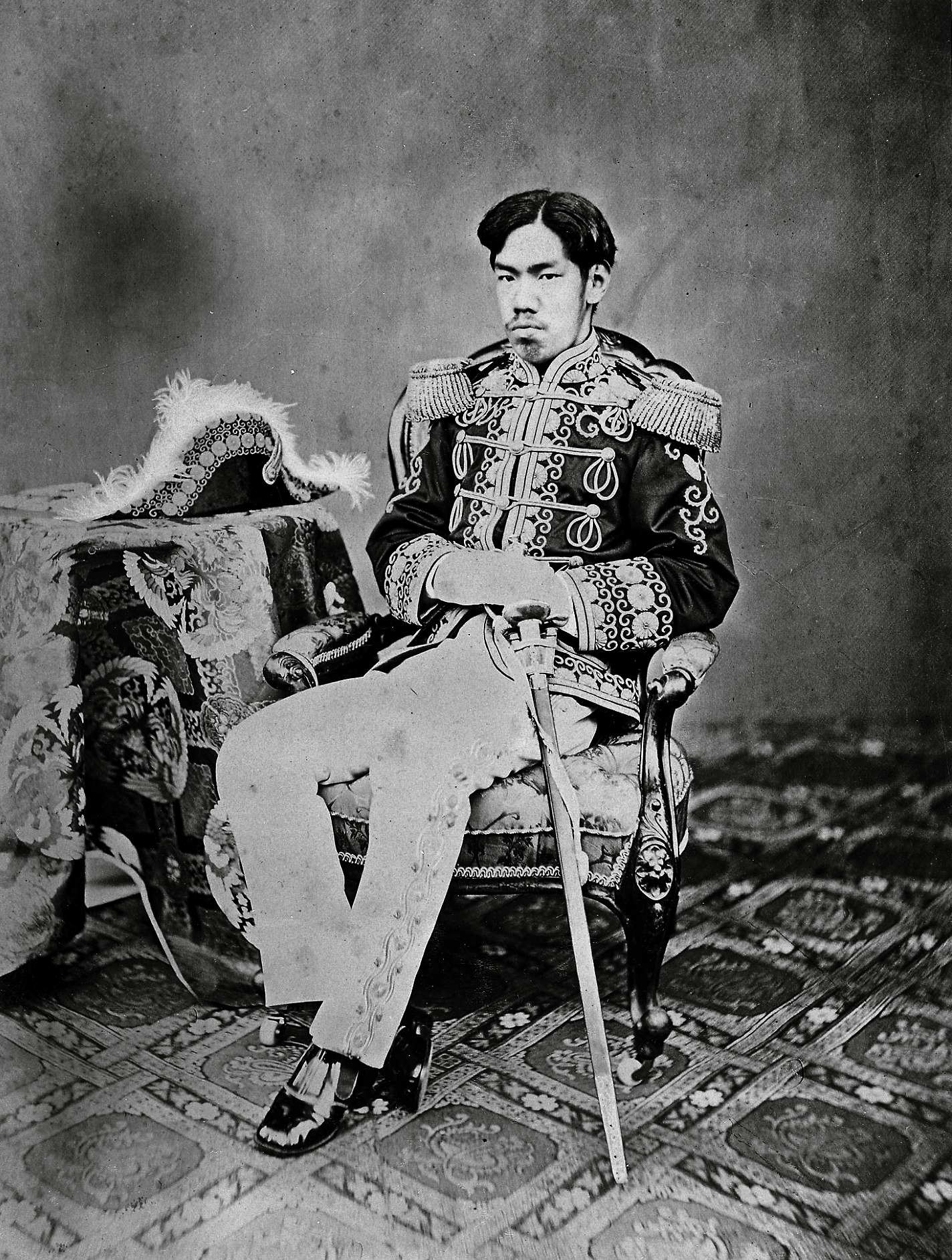
天皇：明治天皇
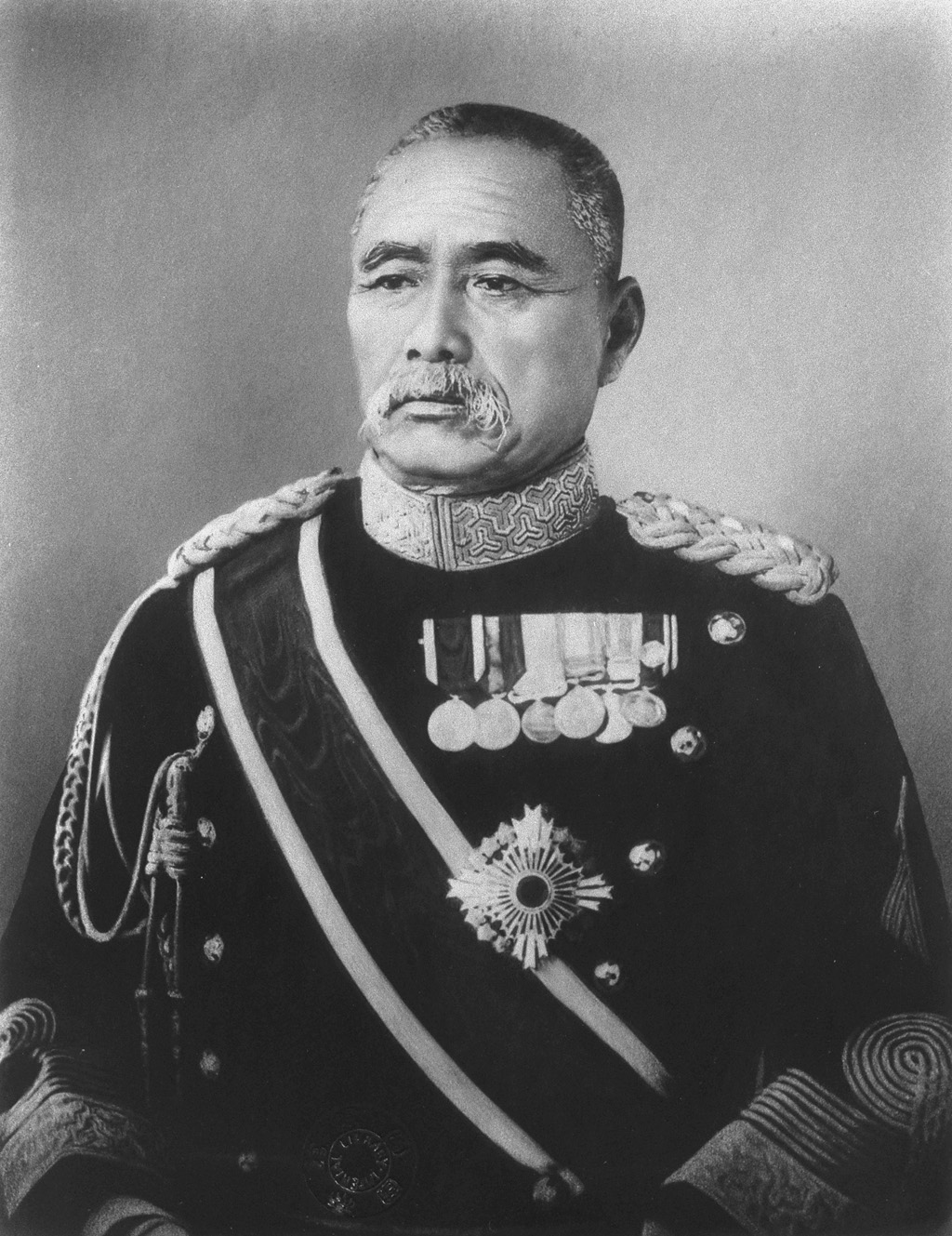
臺灣總督：佐久間左馬太
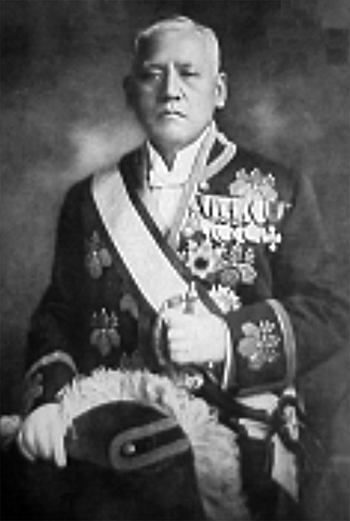
民政長官：內田嘉吉

### 成員變動

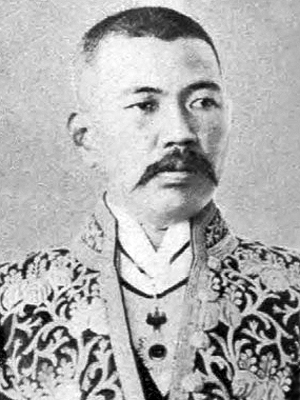
民政長官：大島久滿次（辭職）
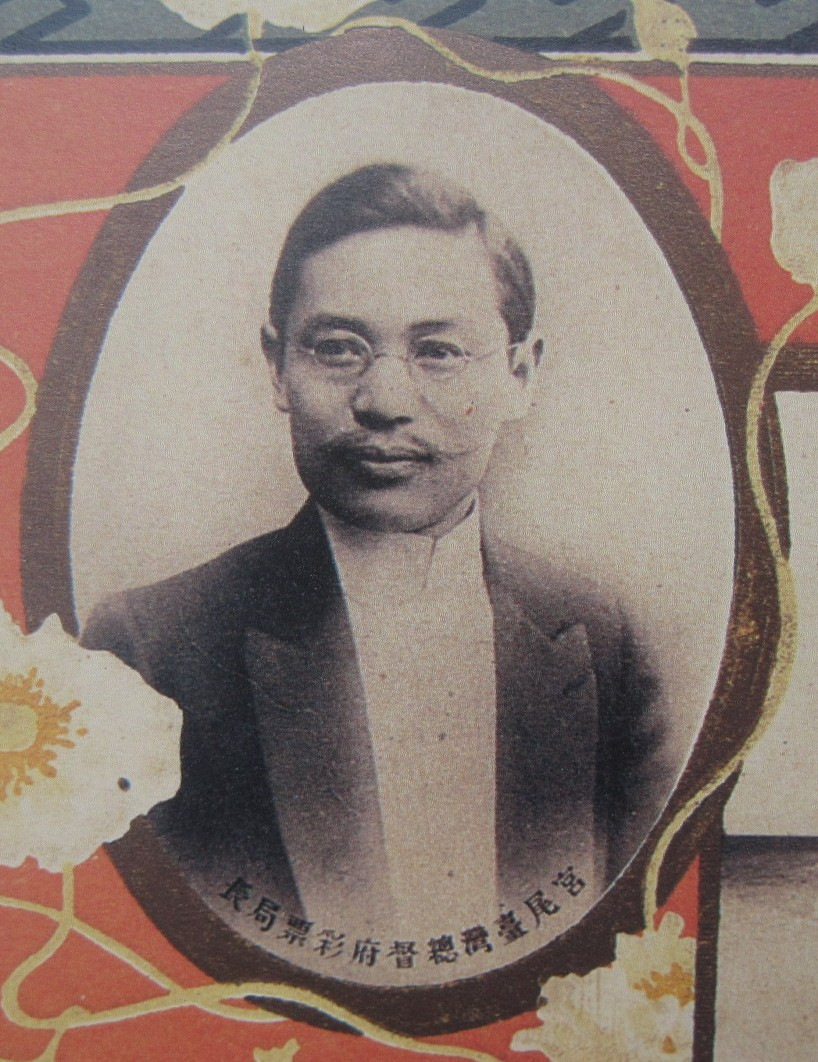
民政長官：宮尾舜治（代理結束）

## 大事記
- 1月21日——1時27分，花蓮附近發生小區域地震[1]。
- 2月1日——臺東線第一期工程（花蓮港－璞石閣）開始動工，首先進行第一工作區（花蓮港－鯉魚尾）的工程[2]。
- 2月20日——22時13分，臺中附近發生局發地震[1]。
- 3月26日——2時38分，花蓮附近發生規模5.5的地震，造成小損害[1]。
- 4月12日——8時22分，基隆東方發生規模8.3的地震，震源深度200公里，造成13房屋全倒、59房屋受損[1]。
- 5月1日——台北醫學校學生翁俊明，經福建漳州赴台灣之中國同盟會員王兆培介紹，宣誓加入中國同盟會，成為中國同盟會第一位台籍會員[3]:185。
- 6月17日——13時28分，臺灣南方發生規模7.0的地震，造成小損害[1]。
- 6月21日——真言宗在臺北所建的「新高野山弘法寺」落成啟用[4]:361。
- 7月27日——時任台灣總督府民政長官的大島久滿次因其所屬派系收受林本源製糖會社的賄賂與涉及阿里山林地放領問題等，被迫下臺。
- 8月22日——接替大島久滿次職務的宮尾舜治，被台灣總督佐久間左馬太換下。
- 9月1日——8時45分，於臺東東方發生稍顯著地震，全臺有感；22時21分，於花蓮東北東方發生稍顯著地震[1]。
- 9月——原本在釜山任職的龜山理平太調入台灣總督府，就任民政部內務局長。
- 10月30日——公布〈臺灣林野調查規則〉[5]:192。
- 11月14日——15時34分，花蓮附近發生小區域地震[1]。
- 12月10日——臺灣博物學會成立[6]。

## 出生
- 1月26日——莊松林，社運人士與民俗學家。（1974年逝世）
- 2月2日——李源棧，政治人物，民主運動先驅。（1969年逝世）
- 2月3日——劉啟祥，畫家。（1998年逝世）
- 2月19日——蘇桐，作曲家，善演奏揚琴。譜曲有〈青春嶺〉。（1974年逝世）
- 3月5日——安藤百福，臺裔日本企業家。（2007年逝世）
- 3月22日——廖文毅，臺灣獨立運動先驅，「台灣共和國臨時政府」大統領。（1986年逝世）
- 4月27日——蔣經國，中華民國總統、行政院長，中國國民黨主席。出生於清國浙江省。（1988年逝世）
- 6月11日——江文也，音樂家。（1983年逝世）
- 9月21日——蔡鴻文，政治人物，曾任臺灣省議員、副議長、第五、六屆議長。（1994年逝世）
- 10月2日——張星賢，運動員。1932年參加洛杉磯奧運會，第一位參加奧林匹克運動會的台灣人。（1989年逝世）
- 10月10日——楊玉女，醫生，開設「懸壺醫院」，長年在臺南大內服務。（2002年逝世）